# Balella mirabilis
Balella mirabilis är en nässeldjursart som först beskrevs av Nutting 1906.  Balella mirabilis ingår i släktet Balella och familjen Tubidendridae. Inga underarter finns listade i Catalogue of Life.